# Équation de Born-Landé
L'équation de Born-Landé est un moyen de calculer l'énergie réticulaire d'un composé ionique cristallin. En 1918 Max Born et Alfred Landé proposent une expression de l'énergie réticulaire dérivant du potentiel électrostatique du réseau et d'un terme d'énergie potentielle répulsive.
{\displaystyle E=-{\frac {N_{A}Mz^{+}z^{-}e^{2}}{4\pi \varepsilon _{0}r_{0}}}\left(1-{\frac {1}{n}}\right)} (en joules par mole)
avec:
{\displaystyle N_{A}} = nombre d'Avogadro
{\displaystyle M} = constante de Madelung, liée à la géométrie du réseau.
{\displaystyle z^{+}} = charge du cation divisée par {\displaystyle e} (sans unité)
{\displaystyle z^{-}} = charge de l'anion divisée par {\displaystyle e} (sans unité)
{\displaystyle e} = charge de l'électron, 1,602 2 × 10−19 C (en coulombs)
{\displaystyle \varepsilon _{0}} = permittivité du vide : {\displaystyle 4\pi \varepsilon _{0}} = 1,112 × 10−10 C2 J−1 m−1
{\displaystyle r_{0}} = distance entre l'ion et son plus proche voisin
{\displaystyle {n}} = facteur de Born, un nombre compris entre 5 et 12, déterminé théoriquement ou expérimentalement par mesure de compressibilité du solide (sans unité).

## Démonstration
Le cristal ionique est modélisé comme étant un assemblage de sphères élastiques compressées ensemble par les attractions électrostatiques mutuelles des ions. Les distances à l'équilibre entre ions proviennent de répulsions à courte portée qui finissent par s'opposer aux attractions.

### Potentiel électrostatique
Le potentiel électrostatique {\displaystyle E_{c}} entre une paire d'ions de même charge ou de charge opposée est donné par :
{\displaystyle E_{c}=-{\frac {z^{+}z^{-}e^{2}}{4\pi \varepsilon _{0}r_{0}}}}
où:
{\displaystyle z^{+}} = charge du cation
{\displaystyle z^{-}} = charge de l'anion
{\displaystyle e} = charge de l'électron en coulombs, 1,602 2 × 10−19 C
{\displaystyle \varepsilon _{0}} = permittivité du vide
{\displaystyle 4\pi \varepsilon _{0}} = 1,112 × 10−10 C2 J−1 m−1
{\displaystyle r_{0}} = distance entre les ions
Pour un réseau la somme des interactions entre tous les ions donne l'énergie de Madelung {\displaystyle E_{M}} :
{\displaystyle E_{M}=-{\frac {z^{2}e^{2}M}{4\pi \varepsilon _{0}r_{0}}}}
avec:
{\displaystyle z} = charge des ions
{\displaystyle e} = 1,602 2 × 10−19 C
{\displaystyle 4\pi \varepsilon _{0}} = 1,112 × 10−10 C2 J−1 m−1
{\displaystyle M} = constante de Madelung, liée à la géométrie du cristal

### Terme répulsif
Born et Lande ont suggéré que la répulsion entre ions serait proportionnelle à {\displaystyle 1/r^{n}} (où r est la distance entre ions). L'énergie répulsive {\displaystyle E_{R}}, devient :
{\displaystyle E_{R}={\frac {B}{r^{n}}}}
où
{\displaystyle B} = constante
{\displaystyle r} = distance entre ions
{\displaystyle n} = facteur de Born, un nombre compris entre 5 et 12

### Énergie totale
L'énergie totale du réseau peut s'exprimer comme étant la somme des potentiels attractifs et répulsifs :
{\displaystyle E=-{\frac {z^{+}z^{-}e^{2}M}{4\pi \varepsilon _{0}r_{0}}}+{\frac {B}{r^{n}}}}
et l'énergie minimale (à la distance d'équilibre) est donnée par :
{\displaystyle E=-{\frac {N_{A}Mz^{+}z^{-}e^{2}}{4\pi \varepsilon _{0}r_{0}}}\left(1-{\frac {1}{n}}\right)}

## Énergies réticulaires calculées
L'équation de Born-Landé donne une valeur satisfaisante d'énergie réticulaire.
| Composé | Énergie réticulaire calculée (kJ/mol) | Énergie réticulaire expérimentale (kJ/mol) |
| ------- | ------------------------------------- | ------------------------------------------ |
| NaCl    | −756                                  | −787                                       |
| LiF     | −1 007                                | −1 046                                     |
| CaCl2   | −2 170                                | −2 255                                     |